# 褡裢火烧
褡裢火烧是一种北京常见食品，用麵片装入馅，两面折上，另两面不封口，放入油锅煎熟。因其长型，有时对折。类似古代背在肩上的褡裢，故名。其口味类似锅贴，但形状不同。褡裢火烧与天津的锅贴较为相似，但馅料和制作方法上不同。瑞賓樓
褡裢火烧中的"火燒"，在明代墨娥小錄中解釋為餅，因為北京人稱表面帶有芝麻的為燒餅，表面不帶芝麻的為火燒，在40年代時，北京東安市場上瑞明樓的褡裢火烧特別有名，因為長條形的包袱狀看起來像是古時候的人用來裝錢用的褡裢而得名。
天津、沈阳、哈尔滨等地亦有类似食品，称作回头。